# Guerra luso-neerlandesa
La guerra luso-neerlandesa o Guerra Luso-Holandesa, según la historiografía española y portuguesa; Nederlands-Portugese Oorlog en neerlandés) fue un enfrentamiento armado global acaecido entre 1601 y 1661 en el que las fuerzas navales de las Provincias Unidas de los Países Bajos, en la forma de la Compañía Holandesa de las Indias Orientales y la Compañía Holandesa de las Indias Occidentales, invadieron las colonias del Imperio portugués en América, África y Asia. Inglaterra apoyó a los neerlandeses en ciertos puntos durante el transcurso de la guerra (si bien en décadas posteriores se volverían fieros rivales), beneficiándose de la rivalidad entre sus dos principales rivales en oriente. A raíz de las mercancías en el centro del conflicto, esta guerra fue a menudo llamada la guerra de las especias.
Por el contexto político y temporal en el que se inició, esta guerra podría considerarse una extensión de la guerra de Flandes librada en los Países Bajos entre España y las Provincias Unidas, puesto que en estas fechas Portugal formaba parte de la Monarquía española en una unión dinástica aeque principaliter, tras la guerra de sucesión portuguesa. Sin embargo el conflicto tuvo poco que ver con las ansias neerlandesas de independencia y de libertad religiosa que originaron la de Flandes; las causas que desencadenaron la guerra luso-neerlandesa fueron las necesidades económicas neerlandesas de recuperar el control del comercio de las especias y las ansias expansionistas de extender un imperio en ultramar a costa de los portugueses; de hecho, las hostilidades continuaron incluso después de la separación de Portugal y de la firma de la paz entre España y las Provincias Unidas de los Países Bajos.
El resultado de la guerra fue la formación de un Imperio neerlandés con fuerte presencia en el lejano oriente y algunas colonias en la costa oriental de Sudamérica y la costa africana. Portugal repelió exitosamente los intentos de ganar el control de Brasil y Angola, mientras que los neerlandeses fueron victoriosos en el Cabo de Buena Esperanza y las Indias Orientales, donde capturaron Malaca, Ceilán y la costa de Malabar, así como las Molucas, si bien los portugueses mantuvieron el control sobre Macao. Las ambiciones inglesas también se beneficiarion enormemente de la larga guerra entre sus dos principales rivales en el lejano oriente (entre finales del siglo XVIII y comienzos del XIX, Malaca, Ceilán y Malabar se convertirían en posesiones británicas).
El resentimiento portugués hacia España, a la que se consideraba que había dado prioridad a sus provincias de ultramar y descuidado la defensa de las portuguesas, como el miembro más débil de la unión, fue un factor que contribuyó en gran medida a que Portugal se zafara del dominio español en la Guerra de Restauración portuguesa, llevada a cabo simultáneamente con las últimas fases de la guerra con los neerlandeses. Además, los portugueses afirmaban que la unión de su Corona con los españoles había sido una de las razones de los ataques a sus colonias por parte de los neerlandeses.

## Introducción

El Imperio de Felipe II en 1598, distinguiendo el ámbito de cada Consejo territorial en el sistema polisinodial de la Monarquía Católica
Territorios adscritos al Consejo de Castilla
Territorios adscritos al Consejo de Aragón
Territorios adscritos al Consejo de Portugal
Territorios adscritos al Consejo de Italia
Territorios adscritos al Consejo de Indias
Territorios adscritos al Consejo de Flandes abarcando los territorios disputados con las Provincias Unidas.

Hacia 1566-68, las provincias del norte de los Países Bajos, dependientes del Imperio español, comenzaron a librar una guerra contra España para conseguir su independencia, la que se llamaría la guerra de los ochenta años o guerra de Flandes.
En 1580, Felipe II de España se convertiría en rey de Portugal, comenzando así una unión dinástica que se prolongaría hasta diciembre de 1640. 
Durante el siglo XVI, tanto Castilla como Portugal habían extendido sus dominios hacia América, África y Oriente, conquistando cada uno de ellos unos imperios gigantescos.
A finales de este siglo España se encontraba económicamente debilitada: la quiebra de la Hacienda Real española en 1575, la guerra con Inglaterra y la participación en las guerras de religión de Francia condujeron a España a una debilidad económica que se extendió a Portugal tras la unión de ambos países. La situación financiera de las Provincias Unidas de los Países Bajos no era mucho mejor, después del embargo comercial decretado en 1594 contra ellas por España durante el transcurso de la guerra de Flandes.
Al igual que los franceses y los ingleses, los holandeses trabajaron para crear una red comercial global a expensas de los reinos ibéricos. El Imperio holandés atacó muchos territorios en Asia bajo el dominio de los portugueses y españoles, incluidos Formosa, Ceilán, las Islas Filipinas e intereses comerciales en Japón, África y América del Sur.

## Contexto histórico
Antes de producirse la unión dinástica en 1580, Portugal utilizaba los Países Bajos como base para distribuir las especias por el norte de Europa. Tras la unión de Portugal con el resto de reinos españoles, el comercio portugués quedó sujeto al embargo comercial que España había impuesto a las Provincias Unidas de los Países Bajos. Esto significó que a partir de entonces todo el comercio sería dirigido desde las provincias del sur, que de acuerdo a la Unión de Arras estaban sometidas al poder de la Corona española. Así, los neerlandeses perdieron su alianza comercial con Portugal, importante fuente de ingresos para la financiación de la guerra contra España. Adicionalmente, perdieron el monopolio de distribución con Francia, el Sacro Imperio Romano y el norte de Europa. La pesca en el mar del Norte y el comercio de cereales en el mar Báltico no eran suficientes para mantener económicamente a la república.
En 1592, durante la guerra con España, una flota inglesa había capturado un gran galeón portugués de las Azores, el Madre de Deus, cargado con 900 toneladas de mercancías de la India y China, con un valor estimado de medio millón de libras (casi la mitad del tamaño del Tesoro Inglés en el momento).
Este anticipo de las riquezas del Este galvanizó el interés en la región. Ese mismo año, los comerciantes holandeses enviaron a Cornelis de Houtman a Lisboa, para reunir toda la información posible sobre las Islas de las Especias. En 1595, el comerciante y explorador Jan Huyghen van Linschoten, que había viajado mucho por el océano Índico al servicio de los portugueses, publicó un informe de viaje en Ámsterdam, "Reys-gheschrift vande navigatien der Portugaloysers in Orienten" ("Informe de un viaje a través de las navegaciones de los portugueses en el Este"). El informe publicado incluía amplias instrucciones sobre cómo navegar en barcos entre Portugal y las Indias Orientales y Japón. El interés holandés y británico alimentado por nueva información condujo a un movimiento de expansión comercial, y la fundación de English East India Company, en 1600, la Vereenigde Oostindische Compagnie o VOC (Compañía Neerlandesa de las Indias Orientales), en 1602, permitiendo la entrada de empresas autorizadas en las llamadas Indias Orientales.
El Imperio portugués en el océano Índico era una talasocracia tradicional que había extendido su alcance a todos los principales puntos de estrangulamiento del océano. El comercio en el área también correspondía a un modelo triangular tradicional con el que las pequeñas manufacturas se traían de Europa y se intercambiaban en África por oro y varios artículos, y luego servían para comprar especias en la India propiamente dicha, que luego se llevaban a Europa y se comercializaban a un precio inmenso. beneficio que se reinvertiría en barcos y tropas, que se enviarían hacia el este.
El Estado portugués de la India, con sede en Goa, era una red de ciudades clave que controlaba el comercio marítimo en el océano Índico: Sofala era la base de las operaciones portuguesas en África Oriental y fue apoyada por Kilwa para controlar mejor el canal de Mozambique; desde aquí, las rutas llevaron el comercio a Goa, que era el centro del resto de las operaciones y donde llegaron los convoyes de la India fuera de Europa; desde Goa, yendo hacia el norte, el comercio estaría protegido por las flotas Norte y Aventureras hasta Daman y Diu, que supervisaron el comercio del norte y el Golfo de Cambay; mientras que la Flota del Norte escoltaba buques mercantes, la Flota de Aventureros también buscaría interrumpir el comercio de La Meca entre los musulmanes del norte de India y la península arábiga; la flota Diu luego conectaría el comercio con Ormuz, que controlaba las rutas del Golfo Pérsico e interrumpió el comercio Basrah-Suez; hacia el sur desde Goa, la flota de Cabo Comorin escoltaría a los comerciantes de Goa a Calicut y Cochin en la costa de Malabar y a Ceilán y la conexión con la Bahía de Bengala; en la Bahía de Bengala, el comercio más lucrativo fue en la Costa de Coromandel, donde asentamientos como Santo Tomé de Mylapore y Pulicat sirvieron como centros; fue en los asentamientos de Coromandel y Ceilán, donde los barcos que salían de la ruta de Malaca a menudo anclaban porque conectaban el océano Índico con el Mar del Sur de China; la flota de Malaca patrullaba el estrecho de Singapur y las rutas se desviaban a Celebes y lo que ahora es Indonesia en general en el sur y hacia el norte a China y Japón; China proporcionó seda y porcelana a Macao desde donde la 'carraca de plata' se conectaba con Japón, donde se intercambiaban varios productos por plata japonesa.
El 27 de diciembre de 1601 los neerlandeses vencieron a una flota portuguesa en la bahía de Bantam. Al año siguiente, la Compañía Neerlandesa de las Indias Orientales fue fundada, con el objetivo de compartir los costes de exploración de las Indias orientales y restablecer el comercio de las especias, una fuente de ingresos vital para la república de las siete Provincias Unidas. 20 años después, a imitación de la anterior, se creó la Compañía Neerlandesa de las Indias Occidentales. Ambas compañías llevaron a cabo numerosas expediciones, mezcla de operaciones comerciales y militares, en las colonias portuguesas de todo el mundo. Tomando en 1605 el fuerte portugués de Ambon.

## Casus belli
En la madrugada del 25 de febrero de 1603, tres barcos de la Compañía Neerlandesa de las Indias Orientales (VOC) se apoderaron del Santa Catarina, un galeón portugués. Era un premio tan rico que sus beneficios de venta duplicaron el capital de la VOC. La legalidad de mantener el premio era cuestionable bajo el estatuto holandés y los portugueses exigieron la devolución de su carga. El escándalo condujo a una audiencia judicial pública y a una campaña más amplia para influir en la opinión pública (e internacional). Como resultado, Hugo Grotius en El Mar Libre (Mare Liberum, publicado en 1609) formuló el nuevo principio de que el mar era territorio internacional, contra la política portuguesa de mare clausum, y todas las naciones eran libres de usarlo para el comercio marítimo. Los 'mares libres' proporcionaron una justificación ideológica adecuada para que los holandeses rompieran el monopolio portugués a través de su formidable poder naval.

## Acuerdos de paz
En 1641, iniciada la guerra de Restauración portuguesa, se firmó el Tratado de La Haya (1641), pero este solo se respetó en Europa, siguió el enfrentamiento entre neerlandeses y portugueses.
En agosto de 1661 Alfonso VI de Portugal y los Estados Generales de los Países Bajos firmaron el tratado de La Haya, mediante el cual se ponía fin a la guerra luso-neerlandesa. Según las condiciones del acuerdo, Portugal quedaba en posesión de todas las plazas de la costa de Brasil a cambio de una sustanciosa indemnización a las Provincias Unidas, mientras las conquistas hechas en otros lugares del mundo quedaban bajo soberanía de quien las ocupara en el momento de la firma del tratado.

## Consecuencias

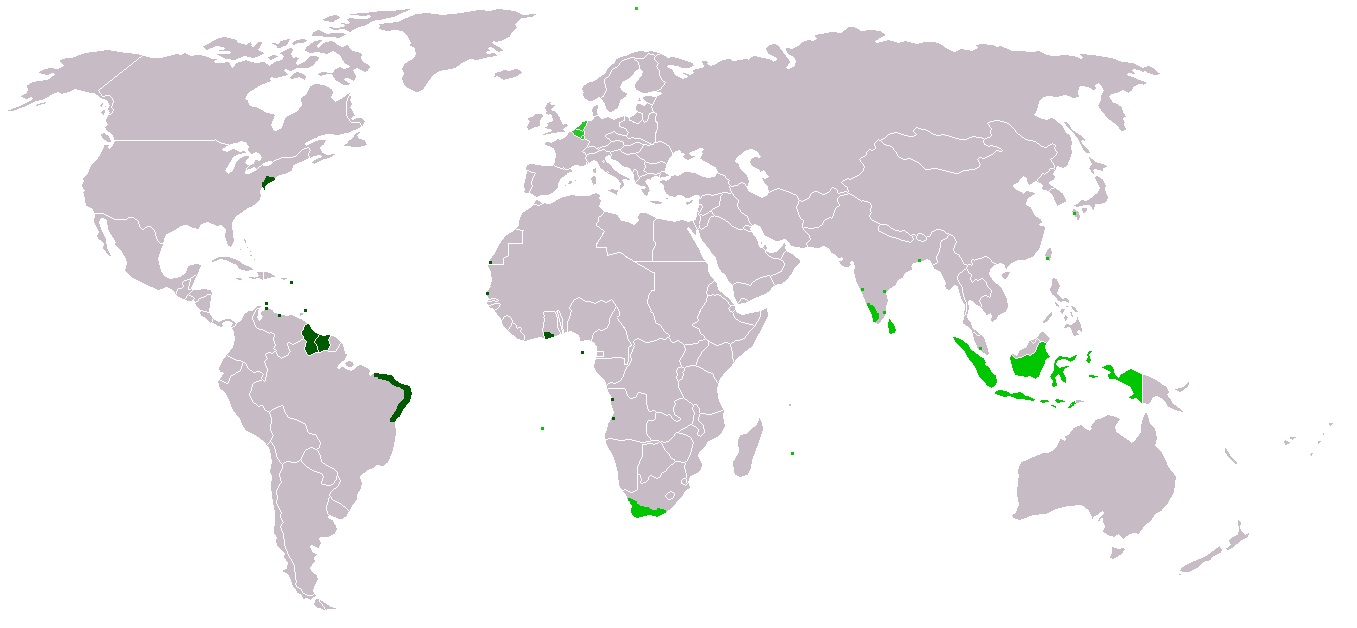
El imperio neerlandés: en verde claro las zonas controladas por la Compañía Neerlandesa de las Indias Orientales y en oscuro, de las Indias Occidentales.

Al término de la guerra las Provincias Unidas habían conseguido controlar varias zonas de Oriente, la costa africana y América, formando el Imperio neerlandés.
Aunque logró recuperar Brasil e importantes territorios en África, donde se centraría el Imperio portugués en los años siguientes, Portugal perdió para siempre su preeminencia en el Lejano Oriente. Los Países Bajos consolidaron su independencia y formaron el imperio colonial neerlandés, allanando el camino para el Siglo de Oro neerlandés, a pesar de los grandes costes y la pérdida de recursos mejor empleados para evitar la rivalidad económica con los ingleses. Inglaterra también se benefició porque derrotó la mayor amenaza a su autonomía saboteando las rutas marítimas españolas, y porque consiguió que sus principales socios económicos (y potenciales rivales) entraran en guerra entre sí.
La entrega a Inglaterra de las posesiones portuguesas de Bombaim (Mumbai) y Tánger siguió el plan de la política internacional portuguesa, cuyo objetivo era acercar a los ingleses a los dominios portugueses en África y Asia para que ambos pudieran ayudarse mutuamente en la defensa de sus territorios frente a los ataques neerlandeses y franceses.